# کریستوفر بلاولت
کریستوفر بلاولت (انگلیسی: Christopher Blauvelt؛ زادهٔ ۲۹ مهٔ ۱۹۷۰) فیلم‌بردار اهل ایالات متحده آمریکا است.

## فیلم‌شناسی
- Mid90s (۲۰۱۸) - فیلم‌بردار
- نگران نباشید، او با پای پیاده زیاد دور نخواهد شد (۲۰۱۸) - فیلم‌بردار
- برخی زنان (۲۰۱۶) - فیلم‌بردار
- خشم (۲۰۱۶) - فیلم‌بردار
- من مایکل هستم (۲۰۱۵) - فیلم‌بردار
- Low Down (۲۰۱۴) - فیلم‌بردار
- گم شدن الانور ریگبی (۲۰۱۳) - فیلم‌بردار
- Night Moves (۲۰۱۳) - فیلم‌بردار
- Max Rose (۲۰۱۳) - فیلم‌بردار
- حلقه بلینگ (۲۰۱۳) - فیلم‌بردار
- کاشفان (۲۰۱۲) - فیلم‌بردار
- Nobody Walks (۲۰۱۲) - فیلم‌بردار
- تازه‌کارها (۲۰۱۰) - Director of Photography: Additional Photography
- میانبر میک (۲۰۱۰) - فیلم‌بردار
- I'm Still Here (۲۰۱۰) - اپراتور دوربین
- گرین‌برگ (۲۰۱۰) - اپراتور دوربین
- جایی که موجودات وحشی هستند (۲۰۰۹) - اپراتور دوربین
- یک مرد مجرد (۲۰۰۹) - اپراتور دوربین
- زودیاک (۲۰۰۷) - اپراتور دوربین